# NGC 5897
NGC 5897 is een bolvormige sterrenhoop in het sterrenbeeld Weegschaal. Het hemelobject werd op 10 maart 1785 ontdekt door de Duits-Britse astronoom William Herschel.
Tijdens de culminatie, gezien vanuit de Benelux, klimt NGC 5897 tot 18 graden boven de zuidelijke horizon.

## Unicum in de Weegschaal
Binnen de IAU begrenzingen van het sterrenbeeld Weegschaal is NGC 5897 een unicum omdat het een bolvormige sterrenhoop betreft met een schijnbare diameter van 12.6 boogminuten.

## Gebogen sterrengroepje
Vanaf de Aarde gezien is NGC 5897 schijnbaar in het gezelschap van een gebogen sterrengroepje dat er zich net ten noordoosten van bevindt . De lengte van dit sterrengroepje is een halve graad. De drie helderste leden ervan zijn HD 135826, HD 135909, en HD 135983. Dit gebogen groepje kan dienst doen als gids om met behulp van een telescoop op zoek te gaan naar de bolvormige sterrenhoop.

## Synoniemen
- GCL 33
- ESO 582-SC2